# UTC+08:00

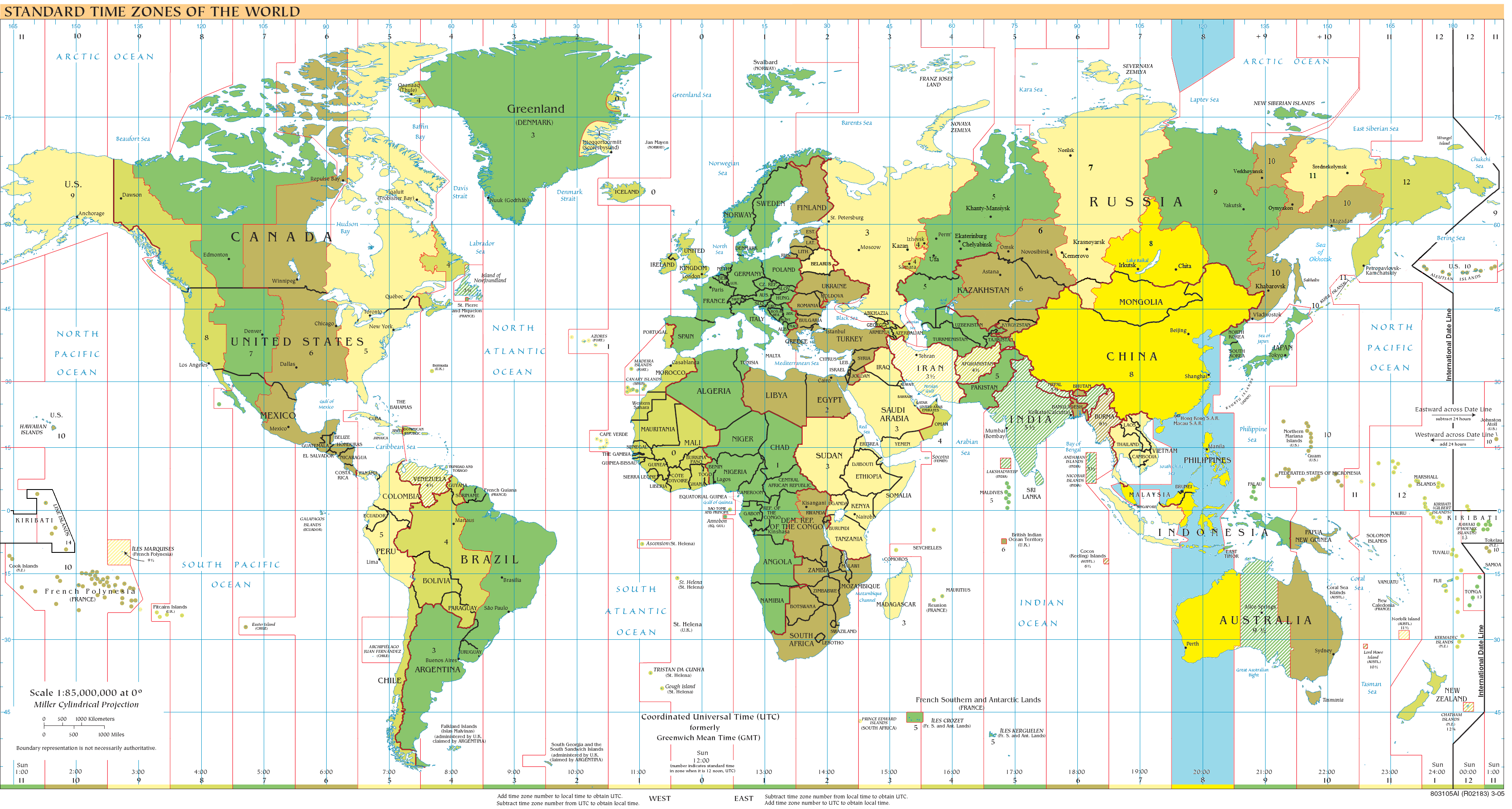
Az UTC+8 területei:

Az UTC+08:00 egy időeltolódás, amely nyolc órával van előrébb az egyezményes koordinált világidőtől (UTC).

## Alap időzónaként használó területek (egész évben)

### Ázsia

#### Észak-Ázsia
|  | Idő       | Zóna                       |
|  | --------- | -------------------------- |
|  | UTC+02:00 | MSK−1: kalinyingrádi idő   |
|  | UTC+03:00 | MSK: moszkvai idő          |
|  | UTC+04:00 | MSK+1: szamarai idő        |
|  | UTC+05:00 | MSK+2: jekatyerinburgi idő |
|  | UTC+06:00 | MSK+3: omszki idő          |
|  | UTC+07:00 | MSK+4: krasznojarszki idő  |
|  | UTC+08:00 | MSK+5: irkutszki idő       |
|  | UTC+09:00 | MSK+6: jakutszki idő       |
|  | UTC+10:00 | MSK+7: vlagyivosztoki idő  |
|  | UTC+11:00 | MSK+8: magadani idő        |
|  | UTC+12:00 | MSK+9: kamcsatkai idő      |

- Oroszország
  - Irkutszk és környéke

#### Kelet-Ázsia
- Kína ( Makaóval)
- Hongkong
- Kínai Köztársaság
- Mongólia
  - az ország nagyobb, keleti része

#### Délkelet-Ázsia
- Fülöp-szigetek
- Brunei
- Malajzia
- Szingapúr
- Indonézia
  - Kelet- és Dél-Kalimantán
  - Kis-Szunda-szigetek
  - Celebesz

### Ausztrália
- Ausztrália
  - Nyugat-Ausztrália

### Antarktika
- egyes területek

## Eltérések a fizikai és a földrajzi UTC+8 között

### Területek az UTC+8 fizikai területén belül, melyek más időeltolódást használnak
Területek k. h. 112° 30 és k. h. 127° 30' között.
- Indonézia
  - egyes területek, benne Kelet-Jávával és annak fővárosával, Surabayával; Közép-Kalimantán nagy része és Nyugat-Kalimantán keleti része, ahol UTC+7-et használnak
- Korea nyugati részei, benne a dél-koreai főváros, Szöul, ahol UTC+9-et használnak

### Területek az UTC+8 fizikai idején kívül, melyek UTC+8-at használnak

#### Területekk. h. 127° 30ésk. h. 142° 30'(fizikai UTC+9)
- Kína
  - Északkelet-Kína területei, benne Hejlungcsianggal és Yanbiannal Csilinben
- Ausztrália
  - Nyugat-Ausztrália legkeletibb részei

#### Területek ak. h. 97° 30ésk. h. 112° 30'között (fizikaiUTC+7)
- Kína
  - Közép-Kína több területe, benne:
    - Hajnan
    - Kuanghszi-Csuang Autonóm Terület
    - Jünnan
    - Kujcsou
    - Szecsuan
    - Csungking
    - Senhszi
    - Ninghszia-Huj Autonóm Terület
    - Kanszu
    - Hunan kétharmada
    - Hupej nyugati fele
    - Sanhszi nyugati fele
    - Belső-Mongólia Autonóm Terület nyugati fele, benne a főváros, Hohhot
    - Kuangtung nyugati harmada
    - Honan nyugati harmada

- Mongólia
  - Közép-Mongólia nagy része, benne a főváros, Ulánbátor

- Malajzia
  - Maláj-félsziget
  - Sarawak nyugati része
- Szingapúr
- Oroszország
  - Irkutszki terület
  - Burjátföld

#### Területek ak. h. 82° 30ésk. h. 97° 30'(fizikaiUTC+6)
- Kína területei
  - Hszincsiang-Ujgur Autonóm Terület nagy része (bár sok helyen UTC+6-ra állítják az órákat, miközben UTC+8 lenne a hivatalos, néhány esetben a munkarendek és menetrendek két órával Peking után vannak)
  - Tibet nagy része
- Mongólia
  - nyugati területek

#### Területek ak. h. 67° 30ésk. h. 82° 30'között (fizikaiUTC+5)
- Kína
  - Nyugat-Kína egyes részeo, benne Xinjiang nyugati része (bár sok helyen UTC+6-ot figyelnek meg, miközben UTC+8 a hivatalos)

## Időzónák ebben az időeltolódásban
| Időzóna neve angolul             | Időzóna neve magyarul   | Időzóna rövidítése | Egyéb jelölés |
| -------------------------------- | ----------------------- | ------------------ | ------------- |
| Irkutsk Time                     | Irkutszki idő           | IRKT               | MSK+5         |
| China Standard Time              | Kínai idő               | CST                |               |
| Hong Kong Time                   | Hongkongi idő           | HKT                |               |
| Philippine Time                  | Fülöp-szigeteki idő     | PST                |               |
| Brunei Darussalam Time           | Brunei idő              | BNT                |               |
| Malaysia Time                    | Malajziai idő           | MST                |               |
| Singapore Standard Time          | Szingapúri idő          | SST                |               |
| Central Indonesian Time          | Indonéziai központi idő | WITA               |               |
| Australian Western Standard Time | Ausztrál nyugati idő    | AWST               |               |
| Choibalsan Time                  | Csojbalszani téli idő   | CHOT               |               |
| Hovd Summer Time                 | Hovdi nyári idő         | HOVST              |               |
| Ulaanbaatar Time                 | Ulánbátori idő          | ULAT               |               |
| Hotel Time Zone[a]               | -                       | B                  |               |

## Megjegyzés
↑ a:  Katonai időzóna.

## Fordítás
Ez a szócikk részben vagy egészben  az   UTC+08:00 című angol Wikipédia-szócikk ezen változatának fordításán alapul.  Az eredeti cikk szerkesztőit annak laptörténete sorolja fel. Ez a jelzés csupán a megfogalmazás eredetét és a szerzői jogokat jelzi, nem szolgál a cikkben szereplő információk forrásmegjelöléseként.